# متنزه سانغاي الوطني
متنزه سانغاي الوطني (بالإسبانية: Parque Nacional Sangay)‏ هو متنزه وطني يقع في مقاطعات مورونا سانتياغو، وتشيمبورازو، وتونغوراهوا من الإكوادور. يحتوي المتنزه على بركانين نشطين «تونغوراهوا» (Tungurahua) و«سانغاي» (Sangay) وبركان خامد «إل ألتار» (Kapak Urku). ونظم بيئية تتراوح من الغابات الإستوائية المطيرة إلىالأنهار الجليدية.
تم إدراج المتنزه كموقع للتراث العالمي لليونسكو منذ عام 1983. وفي عام 1992 أضيف المتنزه إلى قائمة مواقع التراث العالمي المعرضة للخطر بسبب الصيد غير القانوني، والرعي الشامل، وبناء الطرق غير المخطط لها، والتعدي على محيط الحديقة. وتمت إزالتها من قائمة اليونسكو للمواقع المعرضة للخطر في عام 2005.

## الحيوانات
المتنزه الوطني هو ملجأ هام للأنواع النادرة منجبال الأنديز. مثل التابير الجبلي والدب أبو نظارة. وخاصة بالنسبة للتابير الجبلي، فإن المتنزه هو واحد من أهم المعاقل. والأنواع النموذجية في المناطق الشاهقة والغابات المرتفعة هي التابير الجبلي، وكوكار أمريكا الجنوبية الشمالية، وثعلب باتاغونيا. وفي الغابات الأدني يعيش الدب أبو نظارة، والقضاعة العملاقة، واليغور الإكوادوري، والأصلوت، وقط المارجاي، والتابير البرازيلي، والغزال أبيض الذيل (Odocoileus virginianus clavium)، والشادن الأحمر الضئيل، وأيل البودو. وحوالي 300-400 نوع من الطيور تعيش في المتنزه.

## معرض الصور

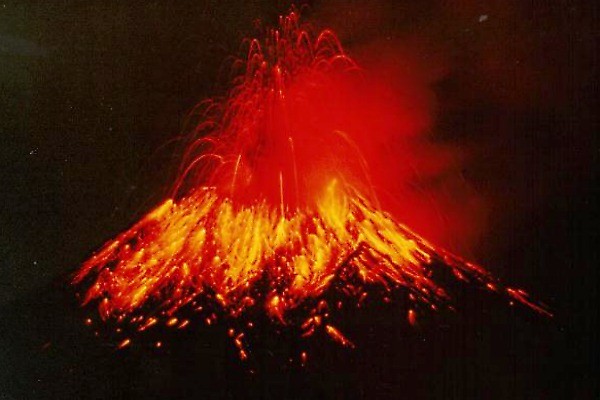
ثوران بركان " تونغوراهوا" عام 1999.
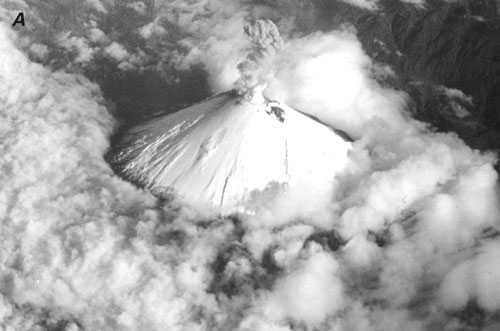
صورة جوية لبركان "سانغاي ".
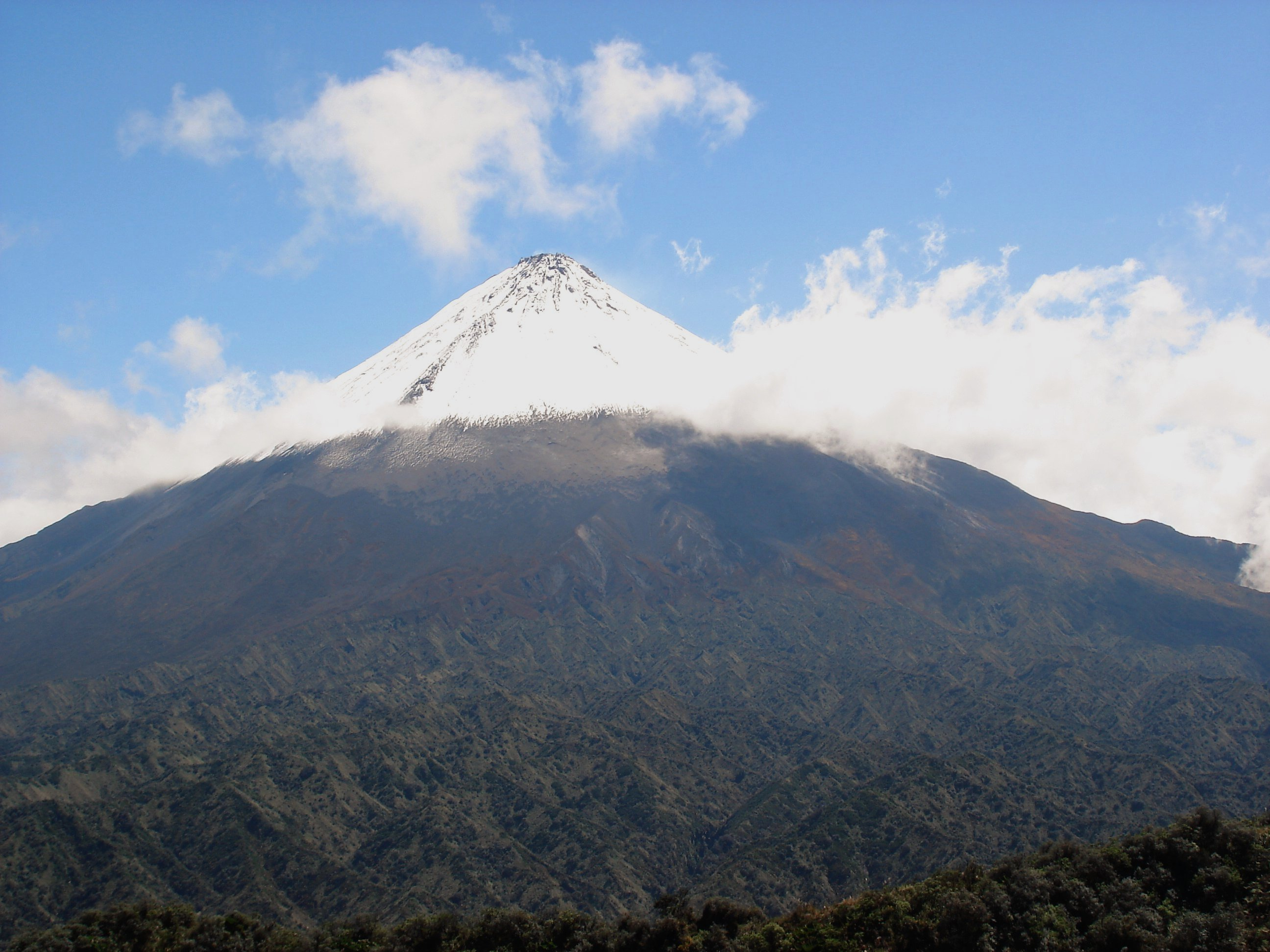
بركان "سانغاي".

## وصلات خارجية
- http://logronoturismo.com/
- متنزه سانغاي الوطني على مركز الوينسكو للتراث العالمي
- Jean-Claude Petit Butterflies of Sangay National Park
- بحوث الدب أبو النظارة ومشاريع الحفظ في حديقة سانجاي الوطنية التي كتبها فونداسيون كورديليرا الاستوائية